# 扩展形式的博弈
博弈论中，与正則形式相应，扩展形式（英語：Extensive-form game）通过树来描述博弈。每个节点（称作决策节点）表示博弈进行中的每一个可能的状态。博弈从唯一的初始节点开始，通过由参与者决定的路径到达终端节点，此时博弈结束，参与者得到相应的收益。每个非终端节点只属于一个参与者；参与者在该节点选择其可能的行动，每个可能的行动通过边从该节点到达另一个节点。
和正则形式不同，扩展形式允许互动的显式模型（explicit modeling of interactions），互动中，一个参与者可以在博弈中多次行动，并且在不同的状态中可以做出不同的行为。

## 表述
完整的扩展形式表述包括：
1. 博弈中的参与者
2. 每个参与者能行动的所有机会。
3. 每个参与者在行动时的选择
4. 每个参与者在行动时所知道的情况
5. 每个参与者通过各种可能的行动之后的收益。

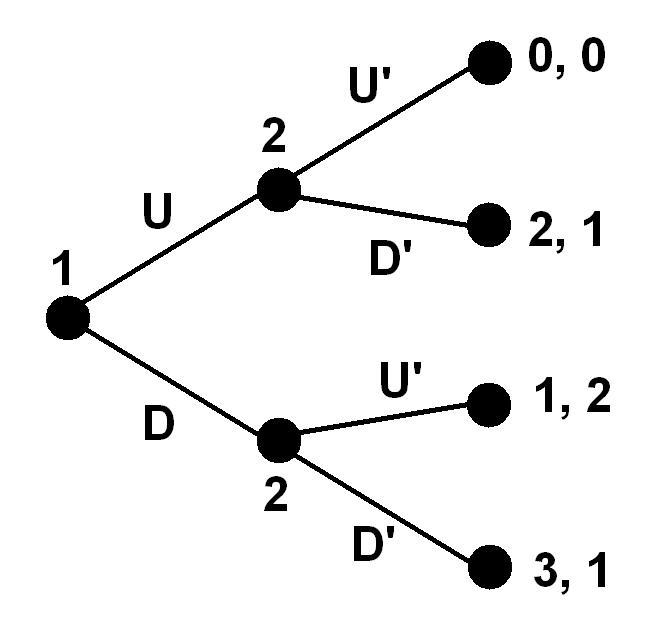
一个扩展形式的博弈

右图是一个双人博弈：1和2。每个非终端节点上的数字表示该节点所属的参与者。终端节点上的数字表示参与者的收益（例如:2,1表示参与者1得到2，参与者2得到1）。图片里每个边上的符号是这个边所代表的行动的名字。
初始节点属于参与者1，表示该参与者先动。博弈顺序如下：参与者1选择U或者D；参与者2观察到参与者1的选择，然后选择U' 或者D' ，最后得到最终收益。四个终端节点代表四个结果：(U,U')，(U,D')，(D,U')和(D,D')。每个结果得到的收益分别是(0,0)，(2,1)，(1,2)和(3,1)。
如果参与者1选择D，参与者2为了最大化收益，会选择U'，最后参与者1只能得到1。但是如果参与者1选择U，参与者2为了最大化收益，会选择D' ，此时参与者1得到2。所以参与者1会选择U，参与者2选择D' 。即是子博弈完美均衡。

## 无限行动空间
参与者在一个特定的决策节点上可能有无数种可能的行动可以选择。其表示方法是用弧形来连接从该决策节点延伸出的两条边。如果行动空间是在两个数字之间的闭联集（continuum），那么把这两个表示上下界限的数字分别放在弧的上方和下方，并用一个变量来表示其支付。此时无数个决策节点可以用一个在弧中心的节点所代替。这种表示方式同样可以用在一个有限的行动空间中，只要该行动空间足够大，此时不可能用边来表示每个行动。

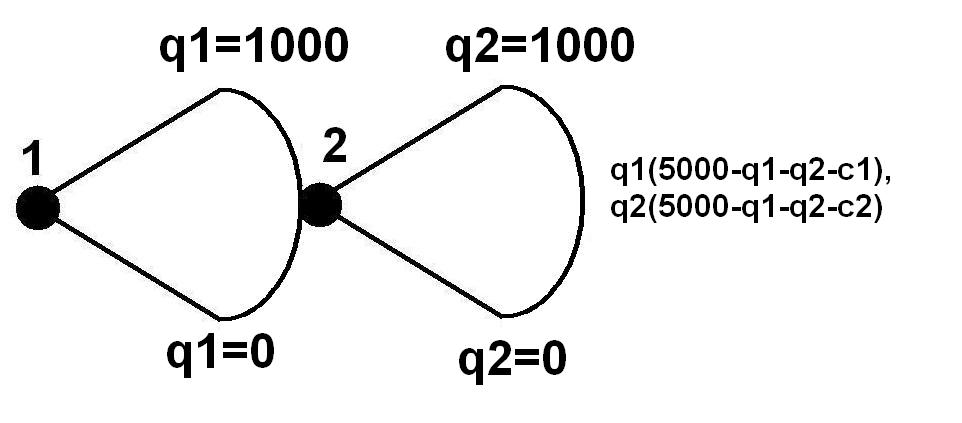
用扩展形式中无限行动空间表示的博弈

左侧的树表示这样一个博弈：该博弈或者有一个无限行动空间（任何0到5000的实数），或者有一个很大的行动空间（可能是任何在0到5000的整数）。如果我们在这里假设它表示两个参与Stackelberg竞争的企业。公司的支付表示在左边，其中q1和q2表示先行者公司以及追随者公司分别采用的策略，c1和c2是常数（表示公司的机会成本）。该博弈的子博弈完美纳什均衡可以通过对支付函数求追随者策略变量(q2)的一阶偏导数表示其利润最大化，并求出其最优反应函数，{\displaystyle q2(q1)=(5000-q1-c2)/2}。用同样的方法计算先行者的最优反应函数，并假定先行者知道追随者会选择上述的行动，通过一阶偏导数来解出 {\displaystyle q1*=(5000+c2-2c1)/2}。在将q1*代入到追随者的最优反应函数中，{\displaystyle q2*=(5000+2c1-3c2)/4}，此时(q1*,q2*)就是子博弈完美纳什均衡。如果假设 c1=c2=1000，那么子博弈完美纳什均衡的解就是(2000,1000)。

## 不完美信息
树图清楚地表示了参与者1先动，参与者2观察到参与者1的行动。然而，一些博弈并不是这样。参与者并不是一直能观察到另一个人的选择（例如，同时行动或者行动被隐藏）。信息集是决策节点的组合：
1. 每个节点都属于一个参与者。
2. 参与者无法区分信息集里的多个节点。也就是说：如果信息集有多个节点，信息集所属的参与者就不知道能往哪个节点移动。

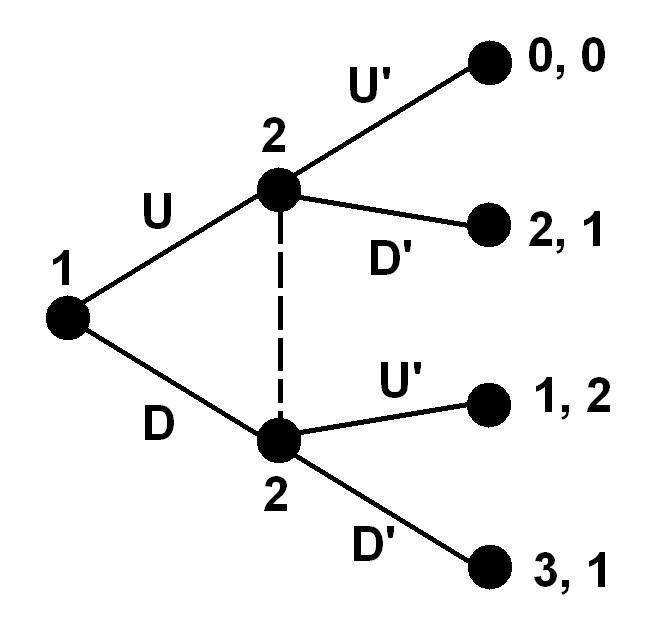
扩展形式中的不完美信息

完美信息的博弈是指在博弈的任何阶段，每个参与者都清楚博弈之前发生的所有行动，也即每个信息集都是一个单元素集合。没有完美信息的博弈具有不完美信息。
左图中的博弈中，参与者2行动时不知道参与者1的选择，除此之外和第一个博弈相同。第一个博弈具有完美信息；而左图中的没有。如果两个参与者都是理性的，并且都知道对方也是理性人，对方知道的信息，自己也能获得（即参与者1知道参与者2知道参与者1是理性的，参与者2同样也知道，如此循环下去），

## 公理的公式化
博弈论是一种数学理论，所以上述的博弈树结构可以转化为公式表达。
扩展形式的有限树是这样一个结构 
{\displaystyle \Gamma =\langle {\mathcal {K}},\mathbf {H} ,[(\mathbf {H} _{i})_{i\in {\mathcal {I}}}],\{A(H)\}_{H\in \mathbf {H} }],a,\rho ,u\rangle } 
其中： 
- {\displaystyle {\mathcal {K}}=\langle V,v^{0},T,p\rangle }表示一个有限的树。{\displaystyle V}是树的所有节点，{\displaystyle v^{0}\in V}表示唯一的初始节点，{\displaystyle T\subset V}表示所有的终端节点（{\displaystyle D=V\setminus T}是决策节点）以及函数{\displaystyle p:V\rightarrow D}表示博弈的规则，
- {\displaystyle \mathbf {H} }表示{\displaystyle D}里包含的信息，
- {\displaystyle A(H)}是信息集{\displaystyle H\in \mathbf {H} }所允许的可能的行动。所有的行动表示为{\displaystyle {\mathcal {A}}}。